# Dół kulszowo-odbytniczy
Dół kulszowo-odbytniczy (łac. fossa ischiorectalis) – w anatomii człowieka parzysta przestrzeń, znajdująca się w miednicy, wypełniona tkanką łączną i tłuszczową.  W przekroju czołowym ma kształt trójkąta, którego podstawa jest skierowana w dół, a wierzchołek ku górze. Jego ścianę boczną stanowi powięź zasłonowa, ścianę przyśrodkową powięź dolna przepony miednicy, ścianę dolną skóra krocza. Ku przodowi przechodzi w zachyłek łonowy. W jego bocznej ścianie znajduje się kanał sromowy. 
Przez dół kulszowo-odbytniczy przebiegają nerw sromowy i jego gałęzie, oraz naczynia sromowe wewnętrzne (tętnica sromowa wewnętrzna i żyła sromowa wewnętrzna) i ich gałęzie.